# Školní večírek
Školní večírek (v anglickém originále Lard of the Dance) je 1. díl 10. řady (celkem 204.) amerického animovaného seriálu Simpsonovi. Scénář napsala Jane O'Brienová a díl režíroval Dominic Polcino. V USA měl premiéru dne 23. srpna 1998 na stanici Fox Broadcasting Company a v Česku byl poprvé vysílán 17. října 2000 na stanici ČT1.

## Děj
Poté, co se Homer Simpson vydá na nákupy školních potřeb, se dozví od Apua, že aby vydělal, může prodávat tuk. Při snídani začne Homer smažit různé množství slaniny, aby tuk využil k vydělávání peněz, a rozhodne se, že mu s „obchodem s tukem“ pomůže Bart, a donutí ho, aby odešel ze školy. Mezitím se Líza první den po návratu do školy nabídne, že pomůže Alex Whitneyové, nové studentce, která se zajímá o módu, a provede ji po škole. Aby jí pomohla najít si nové přátele, vezme Líza Alex, Sherri a Terri, Allison Taylorovou a Janey Powersovou na oběd do jídelny. Krátce poté ale skupina Lízu opustí, když vidí, že Alex vlastní sofistikované doplňky, jako je mobilní telefon, kabelka a parfém. 
Homer a Bart začnou podnikat s tukem a ze slaniny za dvacet sedm dolarů vydělají 63 centů, což Homera potěší a Barta zklame. Poté, co Bart upozorní, že potřebují větší množství tuku, jede dvojice do Krusty Burgeru, kde se pokusí ukrást tuk z fritéz. Po naložení tuku do Margina auta je tuk ukraden dvěma zaměstnanci společnosti Acne Grease and Shovel Company, kteří tvrdí, že ovládají obchod s tukem a lopatami ve městě. 
Alex přesvědčí ředitele Skinnera, aby místo pravidelné každoroční akce sběru jablek uspořádali školní ples. Skinner souhlasí, a tak Alex s Lízou v doprovodu Sherri, Terri, Janey a Allison navštíví nákupní středisko, aby nakoupily potřeby na večírek, ale dívky si místo toho přes Líziny protesty zkouší oblečení na ples. Dívky odcházejí z obchoďáku, aniž by spolu promluvily. Líza se rozhodne, že se plesu nezúčastní, ale pak si to rozmyslí a jde do školy, aby u vchodu vybírala lístky. Později je nucena vstoupit do tanečního sálu a zjistí, že chlapci a dívky stojí na různých stranách místnosti, a vysvětlí Alex, že je to tak proto, že jsou to jen děti, ne dospělí. 
Homer a Bart přijdou do školy během školního plesu, aby ukradli tuk ve školní kuchyni, o kterém Bart Homerovi řekl. Vplíží se dovnitř a nastrčí hadici do friťáku, aby tuk nasáli do auta. Willie je ale zahlédne a hadici najde. Tvrdí, že tuk je jeho důchodovým plánem, a pokusí se Homera a Barta zastavit ve školních ventilačních otvorech – chytí Homera za nohu a škrtí ho hadicí nasávající tuk, která kvůli zvýšenému tlaku exploduje, což způsobí, že tuk zaplaví taneční sál. Mezi studenty začne mastná bitka, do které se nakonec zapojí i Alex poté, co jí Líza řekne, aby se chovala podle svého věku. 

## Produkce
Epizoda vznikla na základě rozhovoru Jane O'Brienové a Mikea Scullyho o tom, jak holky chtějí vždycky rychle vyrůst, protože Scully má pět dcer. S nápadem na podzápletku přišel Jace Richdale, který vymyslel, že Homer bude krást tuk kvůli obchodu, když se o tom dočetl v jednom časopise. Několik aspektů postav použitých v průběhu epizody výrazně improvizovala Lisa Kudrowová. Ron Hauge, scenárista Simpsonových, přišel s původní postavou Alex a Jane O'Brienová pojmenovala postavu po své nejlepší kamarádce. Scéna ukazující Homerovo krvácející oko, když ho školník Willie škrtí, vyvolala ve studiu velký smích. Mike Scully to komentuje slovy, že ji nyní používá ve vysokoškolském klipovém pořadu.

## Kulturní odkazy
Název epizody je hříčkou s hymnou a pozdějším irským muzikálem Lord of the Dance. Marge zpívá svou vlastní, pozměněnou verzi písně „Gonna Make You Sweat (Everybody Dance Now)“ z roku 1990, když se snaží přesvědčit Lízu, aby se zúčastnila plesu. Velká část obchodu, kam dívky vstoupí, aby si koupily oblečení, je založena na značce Wet Seal. Ve stejném obchodním centru se nachází obchod s párty potřebami s názvem Donner's Party Supplies, který má na výloze nápis „Výprodej zimního šílenství“, což je odkaz na Donnerovu párty. Alex říká Líze, aby nebyla „taková Phoebe“, což je odkaz na postavu Lisy Kudrowové Phoebe Buffay v seriálu Přátelé.

## Přijetí
Školní večírek se umístil na 31. místě v týdenní sledovanosti v týdnu od 17. do 23. srpna 1998 s ratingem 7,2 podle Nielsena. Byl to třetí nejlépe hodnocený pořad stanice Fox Network v tomto týdnu. Epizoda se vysílala v létě, aby mohla sloužit jako předskokan pro brzké premiéry pořadů That '70s Show a Holding the Baby. Zatímco That '70s Show dosáhla vyšší sledovanosti v Nielsenu než Simpsonovi, Holding the Baby byl ratingový propadák.
V článku z roku 2008 časopis Entertainment Weekly označil roli Lisy Kudrowové v roli Alex za jeden z 16 skvělých hostujících výstupů v seriálu Simpsonovi. Lisa Kudrowová se v epizodě sama označuje slovy: „Jmenuješ se Lisa? Sklapni, to jméno se mi líbí!“.
Autoři knihy I Can't Believe It's a Bigger and Better Updated Unofficial Simpsons Guide, Warren Martyn a Adrian Wood se vyjádřili, že „myšlenka neoblíbenosti Lízy ve světle nové dívky na školních chodbách není nová (viz Lízina rivalka), ale zde je provedena s takovou noblesou,“ a o Homerovi uvedli, že „je to epizoda, která ukazuje, že i on dokáže najít zajímavé způsoby, jak dělat věci.“
Wesley Mead v recenzi desáté série poznamenal, že epizoda „se sice zabývá známým územím, ale nepůsobí jako přežitek a je také domovem skvěle realizované podzápletky, v níž se Homer a Bart pustí do obchodu s tukem.“
V roce 2012 na tuto epizodu upozornil deník The New York Times v článku o krádežích tuku z restaurací: „V epizodě Simpsonových z roku 1998 se Homer Simpson snaží rychle vydělat na prodeji tuku, ale po celá léta se zdálo, že orgány činné v trestním řízení nevědí, že fritovací olej kradou nelicencovaní odvozci, což kafilernímu průmyslu, který tuk shromažďuje a zpracovává, způsobuje každoročně ztráty v hodnotě milionů dolarů.“